# زوسترا نیگریکالیس
زوسترا نیگریکالیس (نام علمی: Zostera nigricaulis) نام یک گونه از تیره نواریان است.